# Down the Road Wherever
Down the Road Wherever je deveti studijski album Marka Knopflera. 

## Popis pjesama
1. "Trapper Man" – 6:00
2. "Back on the Dance Floor" – 5:30
3. "Nobody’s Child" – 4:16
4. "Just a Boy Away from Home" – 5:12
5. "When You Leave" – 4:12
6. "Good on You Son" – 5:37
7. "My Bacon Roll" – 5:35
8. "Nobody Does That" – 5:15
9. "Drovers' Road" – 5:05
10. "One Song at a Time" – 6:17
11. "Floating Away" – 5:02
12. "Slow Learner" – 4:34
13. "Heavy Up" – 6:00
14. "Matchstick Man" – 2:52
15. "Every Heart in the Room" – 4:30 (dodatna pjesma na izdanju Deluxe)
16. "Rear View Mirror" – 2:29 (dodatna pjesma na Deluxe)
17. "Don't Suck Me In" – 5:17 (dodatna pjesma na izdanju  "Box Set Deluxe")
18. "Sky And Water" – 4:32 (dodatna pjesma na izdanju  "Box Set Deluxe")
19. "Pale Imitation" – 3:59 (dodatna pjesma na izdanju "Box Set Deluxe")

## Izvođači
- Mark Knopfler – vokal, gitara
- Richard Bennett – gitara
- Guy Fletcher – klavijature
- Jim Cox – klavijature
- Ian Thomas – bubnjevi
- Glenn Worf – bas-gitara
- Danny Cummings – udaraljke